# Gonolobus manarae
Gonolobus manarae är en oleanderväxtart som beskrevs av G. Morillo. Gonolobus manarae ingår i släktet Gonolobus och familjen oleanderväxter. Inga underarter finns listade i Catalogue of Life.